# Джиримская
Джири́мская гора́ (хак. Чирім) — высшая точка хребта Чабалдак, куэстовой гряды в Ширинском районе Хакасии. Высота 730 м над уровнем моря, относительная высота 230 м.
Находится в 2,8 км к югу от села Джирим. Северо-восточные склоны пологие, покрыты берёзово-лиственничным лесом, юго-западные склоны остепнены.